# Aimé Simon-Girard
Aimé Max Simon dit Aimé Simon-Girard (11è districte de París, 20 de març de 1889- 8è districte de París, 15 de juliol de 1950) va ser un cantant d'opereta i actor francès.
És fill del tenor Nicolas-Marie Simon i de la soprano Juliette Simon-Girard.

## Biografia
Aimé Simon-Girard és conegut sobretot pel seu primer paper, que va ser el de d'Artagnan a la pel·lícula muda en dotze episodis Els tres mosqueters de Henri Diamant-Berger (1921).
Va actuar en 20 pel·lícules entre 1921 i 1948.
Està enterrat a París al cementiri des Batignolles (24a divisió)

## Filmografia parcial

### Com a actor
- 1913 : La Maison du baigneur de Adrien Caillard
- 1915 : Loin des yeux, près du cœur de Maurice Le Forestier
- 1921 : Els tres mosqueters (Les Trois Mousquetaires), ciné-roman d'Henri Diamant-Berger en 12 episodis - D'Artagnan. Llista d’episodis : L'auberge de Meung, Les mousquetaires de M. de Tréville, La lingère du Louvres, Les ferrets de diamant, Pour l'honneur de la reine, Le bal des échevins, Le pavillon d'Estrées, L'auberge du Colombier Rouge, Le bastion Saint-Gervais, La tour de Portsmouth, Le couvent de Béthune, La cabane de la lys
- 1922 : Le Fils du Flibustier de Louis Feuillade en 12 episodis - Yves le Paimpolais et Jacques Lafont. Llista d’episodis : La flibuste, Le pavillon noir, Le vaisseau maudit, Maman, La noce d'Anaïs, La mission d'un fils, Le justicier, La drogue blanche, Le passé, Le revenant de Saint-Fons, Le maître-chanteur, Le testament
- 1923 : La belle Henriette de Aimé Simon-Girard
- 1924 : Un drame au Carlton-Club de Joseph Guarino
- 1924 : Le Vert galant de René Leprince en 8 episodis - Henri de Navarre. Llista d’episodis : Le roi sans royaume, Le miroir magique, Les gants empoisonnés, L'inquisiteur et le sorcier, Le message d'amour, L'envoûtement, Au secours de l'ennemi, Le triomphe du Béarnais
- 1925 : Mylord l'Arsouille de René Leprince, en 8 episodis - Mylord l'Arsouille. Llista d'episodis : Le Don Juan de la Courtille, Le cabaret de l'épée de bois, Une fleur du faubourg, La machine infernale, Premiers remords, L'étrange découverte, Les larmes du pêcheur, Rédemption.
- 1925 : Fanfan-la-Tulipe de René Leprince en 8 episodis - Fanfan la Tulipe. Llista d'episodis : Pour l'amour d'une belle, La lettre de cachet, Une maladie diplomatique, épisode non connu, Fanfan la Rose, L'enlèvement de Perrette, Le départ du maréchal, Fontenoy
- 1926 : La Grande Amie de Max de Rieux - Jacques de La Ferlandière
- 1927 : Les Transatlantiques de Pierre Colombier - Le duc Urbain de Tiercé
- 1930 : Le Coffret à música de Jean-Louis Bouquet i Alex Nalpas - curtmetratge -
- 1931 : Les Quatre Vagabonds de Lupu Pick - Pierre – també dialoguista
- 1932 : Els tres mosqueters (Les Trois Mousquetaires), film réadapté par Henri Diamant-Berger en deux époques - D'Artagnan
- 1933 : Champignol malgré lui de Fred Ellis - André de Saint-Florimond
- 1934 : Les Hommes de la côte de André Pellenc
- 1937 : La Fessée de Pierre Caron - Le prince Hector
- 1937 : Arsène Lupin détective de Henri Diamant-Berger - le journaliste
- 1937 : François Ier o : Les Amours de la belle Ferronnière de Christian-Jaque – Francesc I de França
- 1937 : Les Perles de la couronne de Sacha Guitry et Christian-Jaque - Henri IV
- 1938 : Alexis gentleman chauffeur de Max de Vaucorbeil - Henri IV
- 1945 : Le Cavalier noir de Gilles Grangier - Simon
- 1947 : Mandrin de René Jayet, estrenat en dues èpoques : Le Libérateur i Tragédie d'un siècle - Ricord

### Com a guionista
- 1933 : La Fusée de Jacques Natanson

## Teatre
- 1919 : La Belle du Far-West, operata, música Germaine Raynal, llibret Maurice de Marsan, théâtre de l'Apollo (+ posada en escena).
- 1919 : Tout feu...Tout flemmme, revista d'Albert Willemetz, amb Nina Myral, Loulou Hégoburu, Phyllis Monkman i Jack Buchanan al Casino de Paris[2][3]
- 1922 : Annabella opereta en 3 actes de Maurice Magre, música Charles Cuvillier, théâtre Femina
- 1927 : Le Diable à Paris, opereta d'Albert Willemetz, Robert de Flers i Francis de Croisset (lletra), música Marcel Lattès
- 1932 : Un soir de réveillon, opereta de Marcel Gerbidon (llibret), Albert Willemetz et Jean Boyer (lletra), música de Raoul Moretti

## Cita
Fragment de les memòries de Henri Diamant-Berger sobre el rodatge dels tres mosqueters
| « | Per a d'Artagnan, trio un cantant de revistes i operetes que balla al Casino de París, Aimé Simon-Girard. Un bon genet, un bon espadatxí, d'una joventut de ritme. i una facilitat excepcional, és un temerari que es nega a ser superat per especialistes professionals. | » |